# Saint-Cyr, Haute-Vienne
Saint-Cyr är en kommun i departementet Haute-Vienne i regionen Nouvelle-Aquitaine i västra Frankrike. Kommunen ligger i kantonen Saint-Laurent-sur-Gorre som tillhör arrondissementet Rochechouart. År 2022 hade Saint-Cyr 676 invånare.

## Befolkningsutveckling
Antalet invånare i kommunen Saint-Cyr
| Referens: INSEE |